# Portret van Ginevra de' Benci
Portret van Ginevra de' Benci is een olieverfschilderij van Leonardo da Vinci uit circa 1475–1480. Het is niet gesigneerd, maar de toeschrijving wordt algemeen aanvaard. Het is Leonardo's vroegste bewaard gebleven portret, waarin hij experimenteerde met olieverf.

## Voorstelling
Dit is waarschijnlijk het portret van Ginevra de' Benci, dat Leonardo volgens Vasari en andere 16e-eeuwse bronnen van haar heeft geschilderd. Ze was de dochter van de rijke bankier Amerigo Benci en de zus van Giovanni Benci, een vriend van Leonardo da Vinci. De identificatie is onder andere gebaseerd op de jeneverbes (ginepro in modern Italiaans) die achter de geportretteerde is afgebeeld en die een verwijzing is naar haar voornaam. In het verleden gingen de meeste kunsthistorici ervan uit dat het schilderij was gemaakt ter gelegenheid van haar huwelijk met Luigi di Bernardo Nicolini in 1474, totdat kunsthistorica Jennifer Fletcher er in 1989 op wees dat de voorstelling op de achterzijde met de laurier en de palmtak exact overeenkwam met het embleem van de Venetiaanse diplomaat, humanist en dichter Bernardo Bembo, de vader van Pietro Bembo. Later werd bij een technisch onderzoek ontdekt dat de achterkant oorspronkelijk ook was voorzien van Bembo's motto Virtus et honor ("Deugd en eer"). Het is daarom vrijwel zeker dat hij de opdrachtgever was. Bembo en Benci hadden een vermaarde platonische relatie, die werd bezongen in gedichten.
De exacte ontstaansgeschiedenis blijft echter onduidelijk. De opzet van de achterzijde in tempera is waarschijnlijk van een andere (rechtshandige) schilder, die het oorspronkelijke motto en Bembo's embleem (impresa) met laurier- en palmtak schilderde. Een hypothese is dat Bembo aanvankelijk bij een Venetiaanse schilder een portret van zichzelf had besteld en dat hij het paneel pas later, tijdens een verblijf in Florence, aan Leonardo toevertrouwde om Ginevra de' Benci te portretteren en de achterzijde aan te passen, onder andere door het takje jeneverbes als toespeling op haar naam toe te voegen. De planten en het geschilderde porfiermarmer hadden nu betrekking op Ginevra. In Bembo's embleem waren de laurier en de palm traditionele verwijzingen naar de dichtkunst, maar nu kregen ze een extra betekenis. De laurier verwees naar Laura, de muze van Petrarca, en daarmee ook naar zowel Ginevra's rol als Bembo's muze als haar eigen dichterlijke aspiraties. De palm stond als symbool van kuisheid voor de zuiverheid van hun platonische liefde. Het rode porfier symboliseerde de zeldzame bestendigheid van haar deugden. Het devies werd veranderd in Virtutem forma decorat: "Zij versiert haar deugd met schoonheid".
De aanwezigheid van de jeneverbesstruik die de geportretteerde als een krans omsluit, kan een toespeling zijn op een schilderij van Pisanello met een soortgelijke compositie, dat mogelijk een naamgenoot, Ginevra d'Este, voorstelt.

## Stijl en techniek
Leonardo maakte het schilderij in of kort na de tijd dat hij in het atelier van beeldhouwer en schilder Andrea del Verrocchio werkzaam was. Het schilderij is aan de onderzijde ingekort – waarschijnlijk vanwege een beschadiging. Oorspronkelijk waren ook de handen afgebeeld en was het daarmee een voorloper van de Mona Lisa. Een marmeren beeld van Verrocchio, De dame met het boeketje, geeft een indruk van de oorspronkelijke voorstelling. Sommige kunsthistorici veronderstellen dat Leonardo heeft meegewerkt aan dit beeld. Leonardo's tekening van vrouwenhanden (Windsor Castle, nr. 12558) is mogelijk een voorstudie voor het schilderij.
Het schilderij is verder in verband gebracht met het portret van een Man met een Romeinse munt door Hans Memling, dat wellicht Bernardo Bembo voorstelt. Leonardo zou Memlings portret als voorbeeld hebben gebruikt, in het bijzonder voor het landschap op de achtergrond. Daarnaast is er gewezen op de invloed van andere noorderlingen die op dat moment in Italië populair waren, zoals Jan van Eyck, Petrus Christus en Hugo van der Goes. Het portret was voor Leonardo een manier om zich de olieverftechniek van de Vlaamse Primitieven en hun weergave van lichtreflecties eigen te maken, zichtbaar in bijvoorbeeld het glanzende haar, de schaduwwerking in het gezicht en de bomen die in het water weerspiegeld worden.

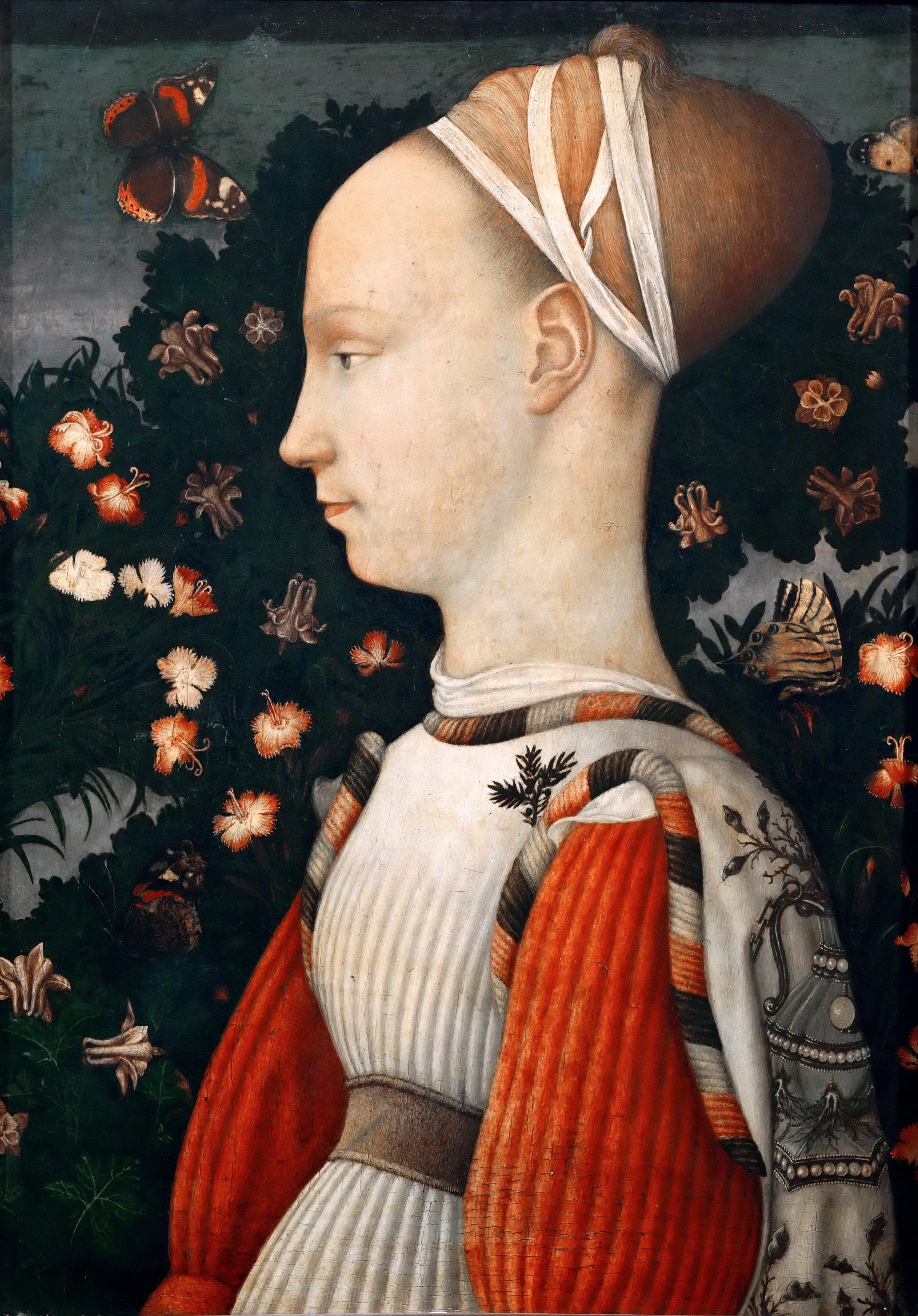
Pisanello, Portret van een prinses, mogelijk Ginevra d'Este, ca. 1439–1440, Louvre, Parijs
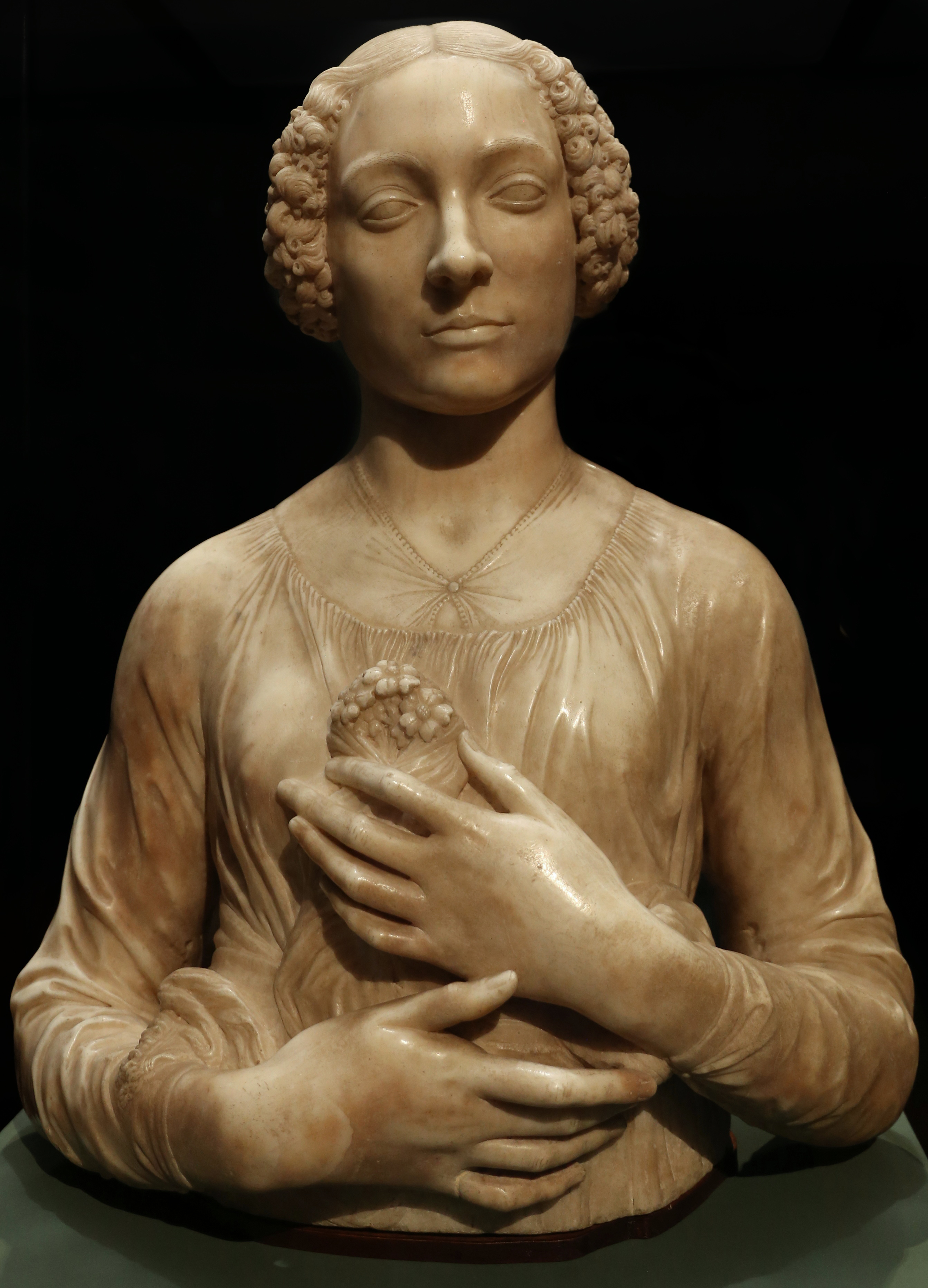
Andrea del Verrocchio, De dame met het boeketje, ca. 1475, Bargello, Florence
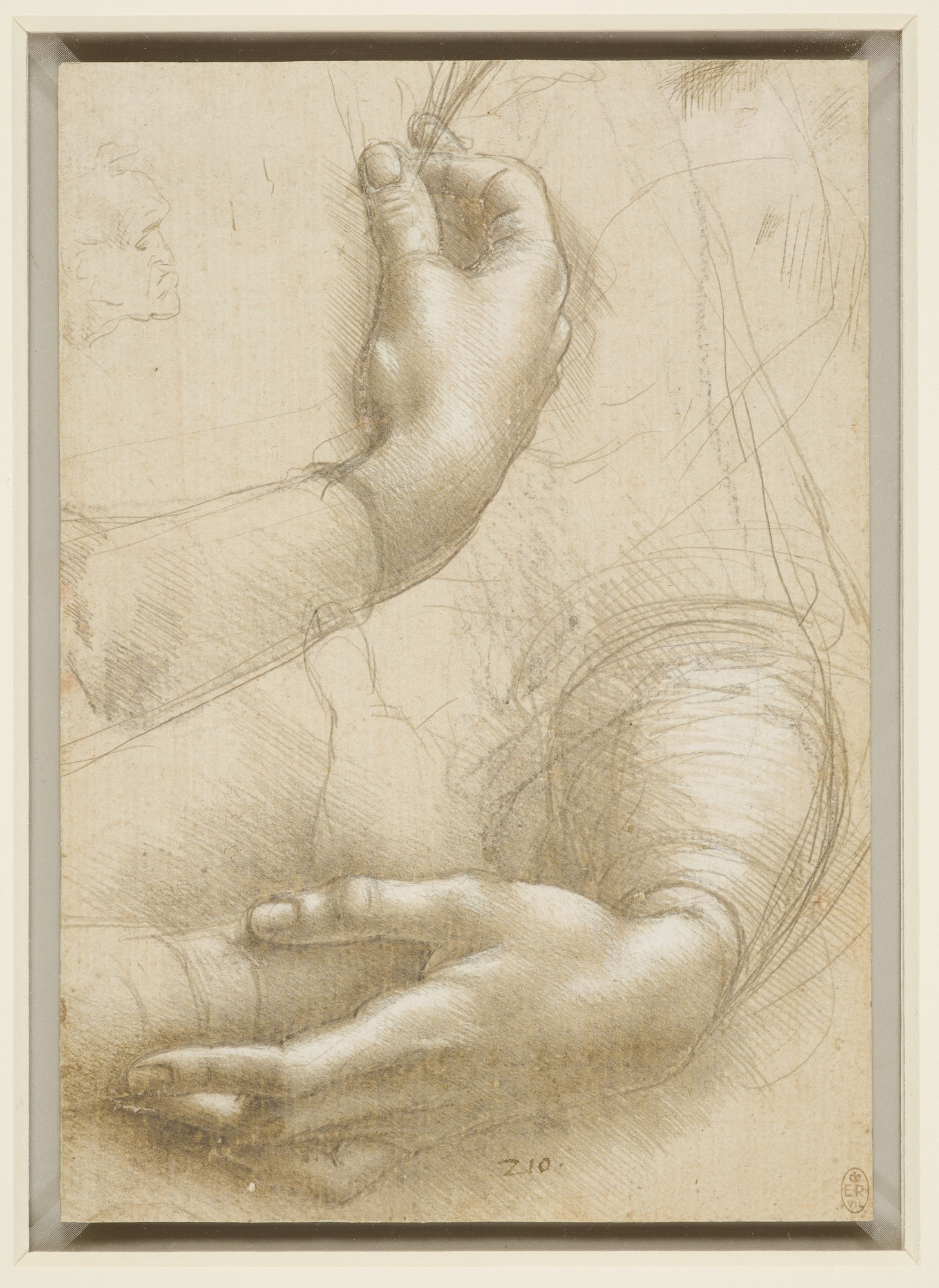
Leonardo da Vinci, Studie van vrouwenhanden, Windsor Castle (Royal Collection), inv. nr. 12558
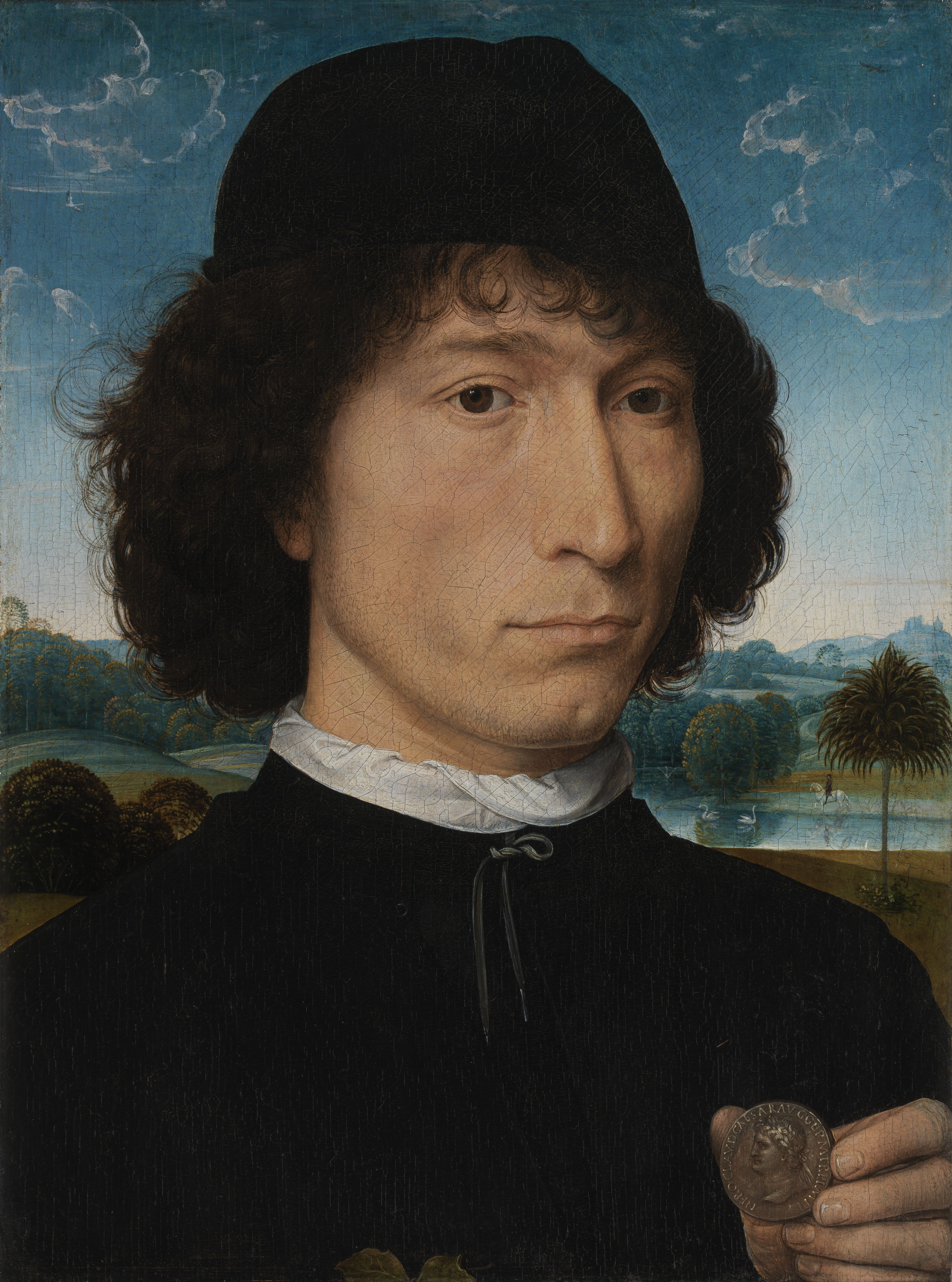
Hans Memling, Man met een Romeinse munt, mogelijk Bernardo Bembo, ca. 1475, Koninklijk Museum voor Schone Kunsten Antwerpen